# اندیس شرق سلطان آباد
شرق سلطان آباد یک اندیس فلزی است که در حوالی شهر سلطان آباد استان خراسان قرار دارد و مادهٔ معدنی موجود در آن، مس است.سنگ میزبان این اندیس آمفیبولیت شیست ، است  در این اندیس، پاراژنز‌های پیریت،هماتیت یافت می‌شوند.